# Бакы (приток Уяндины)
Бакы́ — река в Усть-Янском улусе Якутии, левый приток Уя́ндины (бассейн Индигирки).

## Описание
Длина реки — 170 км, площадь водосборного бассейна — 2240 км². Вытекает из озера Бакы, находящегося в месте примыкания западного конца Полоусного кряжа к хребту Кюн-Тас. От озера течёт немного на юго-восток, затем сворачивает на юго-запад. В среднем течении делает затяжной плавный поворот на юго-восток. Сливается с Иргичэном, образуя реку Уяндину.
Русло очень извилистое. В долине нижнего течения реки находится множество озёр.
На левом берегу вблизи устья находится село Уянди (Уяндино).
Крупнейшие притоки (левые): Сонтойон (дл. 35 км), Дюгундя (28 км), Эегуэн-Сотоколчан (25 км), Оттох (25 км), Икенак (23 км), Арбундя (20 км).

## Данные водного реестра
По данным государственного водного реестра России относится к Ленскому бассейновому округу, водохозяйственный участок реки — Индигирка от впадения Момы до водомерного поста Белая Гора. Речной бассейн реки — Индигирка.